# بازی‌های خطرناک (مجموعه تلویزیونی ارمنستانی)
بازی‌های خطرناک (ارمنی: Վտանգավոր խաղեր؛ انگلیسی: Dangerous Games) یک مجموعه تلویزیونی درام جنایی ارمنستانی ۳۰–۳۲ دقیقه‌ای محصول سال ۲۰۱۵ کشور ایالات متحده آمریکا-ارمنستان به کارگردانی آنوش پطروسیان،  و نویسندگی رافائل تادئوسیان می‌باشد. این مجموعه از روز ۱۴ دسامبر ۲۰۱۵ از شبکه تلویزیونی کنترون و یو‌آس آرمنیا شروع به نمایش درآمد. بیشتر داستان این مجموعه در کالیفرنیا در ایالات متحده آمریکا اتفاق می‌افتد.

## بازیگران
- آرمان زارگاریان[ج] در نقشه مارک[چ]
- لوون شارافیان
- آلا تومانیان
- شاهن بادالیان[ح]
- رازمیک مانسوریان[خ]
- خاچاطور هونانیان[د]
- واهان مارگاریان[ذ]
- آنجل مارتیروسیان[ر]
- لوسینه گاسپاریان[ز]
- سوسانا نیدلیان[ژ]
- آنا پانی[س]
- مارینه میناسیان[ش]
- هایک گریگوریان[ص]
- آرتور سوکیاسیان[ض]
- ادگار روستویمان[ط]
- آلبرت دیلویان[ظ]
- داویت سارگسیان[ع]
- وارطان توروسیان[غ]
- استپان بابویان[ف]
- مکرتیچ ستویان[ق]
- دواین جانسون
- آلتون میلز[ک]
- بیانکا دوریا[گ]
- سلیم خضری[ل]
- استپون استیوارد[م]
- اکرم عبدو[ن]
- دستینی سوریا[و]
- تروی موسیل[ه]
- مایک هرو[ی]
- گور یپرمیان[اا] در نقش گور

## عوامل تولید
- کارگردان - آنجل مارتیروسیان (همچنین بازیگر)
- فیلمبرار - واهه آودیان (ارمنستانی-آمریکایی)
- فیلمنامه‌نویس - رافائل تادئوسیان
- مدیر تولید - گغام مارگریان
- مهندس صدا - باهیه کلاگت

## یادداشت
1. ↑  Vaagn Sarkissyan
2. ↑  David Adamyan
3. ↑  Arsen Saribekyan
4. ↑  Davit Hovhannisyan
5. ↑  Hovik Mitoyan
6. ↑  Armen Zargaryan
7. ↑  Mark
8. ↑  Shahen Badalyan
9. ↑  Razmik Mansuryan
10. ↑  Khachatur Hunanyan
11. ↑  Vahan Margaryan
12. ↑  Angel Martirosyan
13. ↑  Lusine Gasparyan
14. ↑  Susanna Nidelyan
15. ↑  Anna Panni
16. ↑  Marine Minasyan
17. ↑  Hayk Grigoryan
18. ↑  Artur Sukiasyan
19. ↑  Edgar Rostomyan
20. ↑  Albert Diloyan
21. ↑  Davit Sargsyan
22. ↑  Vartan Torosyan
23. ↑  Stepan Babujyan
24. ↑  Mkrtich Setoyan
25. ↑  Alton Mills
26. ↑  Bianca Doria
27. ↑  Slim Khezri
28. ↑  Stephon Steward
29. ↑  Akrem Abdu
30. ↑  Destiny Soria
31. ↑  Troy Musil
32. ↑  Mike
33. ↑  Gor Yepremyan